# Desinformación rusa en la invasión a Ucrania
Como parte de la invasión rusa a Ucrania, el gobierno de la Federación de Rusia ha implementado un programa de desinformación en cuanto a las noticias y otras publicaciones relativas a su guerra contra Ucrania. 
Los medios ucranianos, así como políticos y científicos de este país, han sido acusados de usar propaganda y engaño, aunque tales esfuerzos han sido descritos como de menor alcance e intensidad que aquéllos realizados por la enorme campaña rusa de desinformación.
Tanto la propaganda de desinformación como las historias falsas conocidas como “Fake news” en inglés (que significa “Noticias falsas”) han atacado el derecho de existencia de Ucrania como una nación libre, soberana e independiente; han acusado a Ucrania de ser un país neo-nazista, que se han cometido actos de genocidio en contra de rusoparlantes, que se está desarrollando armas nucleares o biológicas, e incluso que se practica el satanismo. La propaganda rusa también acusa a la OTAN de controlar Ucrania y de construir infraestructura militar en Ucrania con el fin de amenazar a la Federación de Rusia. Parte de esta desinformación ha sido difundida por medio de las llamadas “Brigadas web rusas”. 
Estas acusaciones por parte de Rusia han sido rechazadas mundialmente como inventos, como mentiras, pero se conoce que se han ideado para justificar la injusta invasión de Rusia a Ucrania, e inclusive justificar los actos de genocidio en contra del pueblo ucraniano. El gobierno ruso ha negado haber realizado actos de  genocidio, y los medios rusos han culpado falsamente a los mismos ucranianos de haberlos cometido. Algo de esa desinformación parece haber, sin embargo, debilitado algo del apoyo internacional hacia Ucrania, y en algún grado han provocado hostilidad en contra de refugiados ucranianos en otros países. 
La desinformación rusa ha sido muy exitosa y persuasiva dentro de la propia Rusia, sobre todo debido a la censura hacia las noticias reales sobre la guerra y también por el estricto control del gobierno sobre los medios dentro del país. Dada la cantidad de desinformación, los medios rusos han sido restringidos y su reputación ya está decayendo en la mayoría de países occidentales y otros desarrollados. Rusia parece estar teniendo más éxito en el “Sur global”, en especial en la región africana de Sahel, en donde utiliza compañías militares privadas para apoyar financieramente a los gobiernos locales, como es el caso de las Actividades por el grupo Wagner en África.

## Temas rusos
La desinformación se define como una mentira, un grupo de mentiras o una exageración, hechas, dichas y difundidas para desviar la opinión pública. La desinformación por parte de los medios rusos, financiada por el estado de la Federación de Rusia, ha sido difundida no sólo por el estado en sí, sino también por medios controlados por el estado, propagandistas pagados, los llamados “Troles de Olguino” o “Putitroles” y las “Brigadas rusas de la web”. El propósito de la existencia de este conglomerado es la manipulación de la opinión pública con el fin de obtener apoyo a la invasión rusa a Ucrania, así como a debilitar el apoyo internacional hacia Ucrania para que se defienda de los ataques rusos.
También parece estar intentando socavar la unidad dentro de la propia sociedad ucraniana, y afectar negativamente la unidad entre los países occidentales que ayudan a Ucrania. Se ha notado también que otro objetivo es generar un rechazo contra la OTAN y de crear una negación plausible en cuanto a los crímenes de guerra rusos contra la población civil ucraniana.
Los encargados de crear las Fake news lo hacen en tal cantidad y con tal rapidez, que los noticieros mundiales que no cuentan con un departamento de verificación, simplemente re-transmiten la desinformación, dispersándola a su público.
Se ha decomisado documentos rusos, que el FBI tiene en su poder para que las cortes norteamericanas enjuicien a los culpables, en los que se bosquejan las operaciones rusas que intentan manipular la opinión pública en Europa y están dirigidas a los usuarios de las redes sociales por medio de publicaciones, comentarios y noticias falsas. La meta siempre es sembrar la división, minar el apoyo a Ucrania y desacreditar a los aliados de Ucrania utilizando medios de guerra psicológica. Los documentos han indicado que Alemania es espacialmente vulnerable ante la influencia rusa.
A continuación, un listado de los temas más comunes en la propaganda de desinformación rusa, y algunas de las reacciones más comunes ante ellos:

### La negación del estado y nación de Ucrania

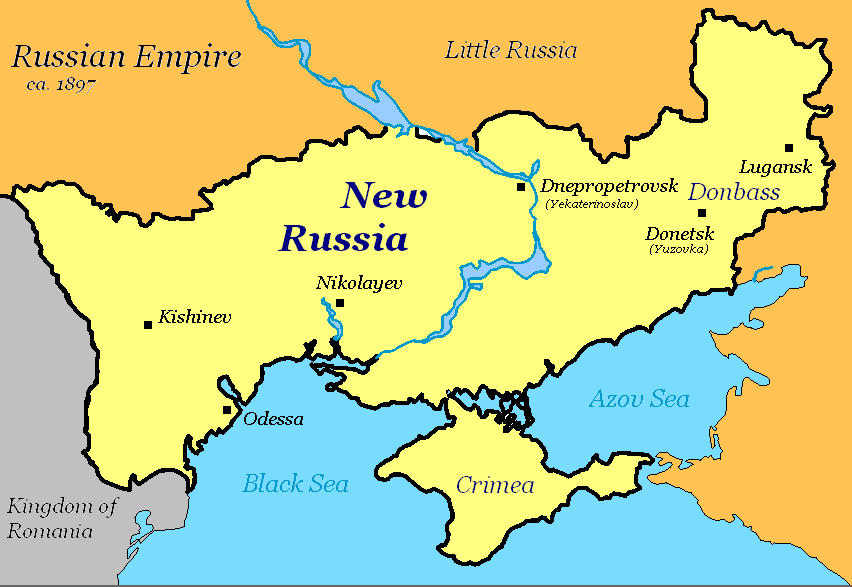
Vladimir Putin niega la legitimidad de un estado ucraniano, y recuerda ideas del imperialismo ruso, tales como el concepto de la “Novorossiya” o “Nueva Rusia”..

La propaganda rusa ha atacado la identidad nacional de Ucrania como estado o nación independiente, refiriéndose a los ucranianos como “Pequeños rusos” o como “parte de una nación rusa”. Este tema data del imperialismo ruso y pertenece a una retórica rusa nacionalista desde el siglo XVII. El presidente ruso Vladimir Putin ha cuestionado desde hace mucho tiempo la nacionalidad o identidad del pueblo ucraniano. y la legitimidad de Ucrania como una nación libre, soberana e independiente.
En su ensayo de 2021 titulado “Sobre la unidad histórica de rusos y ucranianos”, Putin afirma que los rusos y los ucranianos son “un solo pueblo” y sostiene que “no existe una base histórica” para la idea de “que el pueblo ucraniano sea distinto o consista en una nación separada a la de los rusos”.
Por ello, la narrativa oficial de Rusia como gobierno, así como la de sus medios, es de que Ucrania siempre ha sido parte de Rusia y que el pueblo ucraniano no existe, además de que los habitantes de Ucrania son rusos también. Al anunciar la invasión, Putin negó repetidamente el derecho a la existencia de Ucrania como nación, aduciendo que fue creada por los bolcheviques rusos y que nunca ha tenido una existencia real como estado. El profesor de asuntos internacionales Björn Alexander Düben, explica que “los reclamos históricos de Putin no se ajustan a escrutinios académicos serios” y que el presidente de Rusia “está ajustándose a una narrativa neo-imperialista que exalta el gobierno represivo que Rusia ejerció durante siglos sobre Ucrania, mientras que al mismo tiempo presenta a Rusia como una víctima del "Imperialismo estadounidense".
Dmitry Medvedev, director del Concejo de Seguridad de Rusia y ex presidente de la Federación de Rusia ha dicho en muchas ocasiones que “Ucrania es parte de Rusia”.
Ha escrito también que “Ucrania NO es un país, sino que una colección artificial de territorios”, así como también que el “Ucraniano NO es un idioma, sino que un lenguaje mestizo proveniente del ruso”.
Ha dicho que Ucrania no debería de existir en ninguna forma y que Rusia continuará empeñándose en destruir cualquier estado ucraniano independiente.
Tal negación de que Ucrania constituya una nación se dice que ha sido parte de una campaña que incita al genocidio por parte de las autoridades rusas en contra de personas pertenecientes al pueblo ucraniano.
Algunos reportes espaciales de las Naciones Unidas han condenado a las autoridades de ocupación rusas, acusándolos de intentar “borrar la cultura ucraniana local, su historia y su idioma” y de remplazarlas a la fuerza con la cultura e idioma rusos.
Tras la Revolución Ucraniana de 2014, la retórica rusa que describe a los gobiernos ucranianos ha dicho que son ilegítimos, llamándolos “el régimen de Kyiv”, o “la junta”. Putin ha dicho que son dirigidos “por una banda de drogadictos y neonazis”, y afirma que “Ucrania está bajo un control extremos por Occidente o por los Estados Unidos de Norteamérica”.
En febrero de 2014, Putin afirmó que la guerra ruso-ucraniana tiene "elementos de una guerra civil" y que "el pueblo ruso se reunificará", mientras que la Iglesia Ortodoxa Ucraniana (una rama que se separó de la Iglesia Ortodoxa Rusa, que en su mayoría apoya la invasión rusa de Ucrania y reza públicamente obligatoriamente por la victoria militar sobre Ucrania) "une nuestras almas".
El sitio web oficial del gobierno de Ucrania dice que los ucranianos se consideran a si mismos como una nación independiente.
Incluso una encuesta realizada en abril de 2022 arrojó como resultado que la enorme mayoría de los ucranianos, el 91%, excluyendo los territorios bajo invasión rusa, rechaza totalmente la tesis de que “los ucranianos y los rusos son un solo pueblo”.

### Acusaciones de nazismo
Putin ha argumentado falsamente que los integrantes del gobierno ucraniano han sido y son neonazis, y ha anunciado que una de las metas de su llamada “operación especial” o guerra e invasión en contra de Ucrania ha sido la de “desnazificar Ucrania”. Los argumentos de Putin han sido repetidos varias veces por el ministro del Exterior ruso, Serguéi Lavrov, en especial en su discurso ante el Concejo de Derechos Humanos de las Naciones Unidas; varios diplomáticos abandonaron el recinto en esa ocasión, en señal de protesta. Estas afirmaciones son repetidas constantemente en los medios rusos y por los miembros de las brigadas web y otros medios de desinformación rusa, como una forma de justificar la invasión rusa a Ucrania.
En abril de 2022 la agencia de noticias rusas, propiedad del estado, llamada RIA Novosti, publicó un artículo de Timofey Sergeytsev titulado “Lo que Rusia debería hacer con Ucrania” en el que indica que la Ucrania y la identidad nacional ucraniana deberían de ser borradas por completo, eliminadas, debido a que la mayoría de ucranianos son “Nazis en potencia” Para el mes de mayo, las referencias a la desnazificación de Ucrania dentro de los medios rusos comenzaron a decaer, especialmente porque no tuvieron tanto atractivo para el público ruso
Estas acusaciones de nazismo han sido rechazadas mundialmente, y tomadas como parte de la campaña de desinformación rusa para justificar la invasión, con la mayoría indicando que el presidente de Ucrania, Volodymyr Zelenskiy, tiene ascendencia judía y que varios de sus parientes fueron víctimas del Holocausto.
Algunos de los historiadores más importantes del mundo, que se han especializado en el Nazismo y el Holocausto, han rechazado los argumentos de Putin en una declaración que fue firmada por cientos de otros historiadores y expertos en el tema, que dice:

" Rechazamos contundentemente la ecuación del gobierno ruso que habla sobre un estado ucraniano bajo régimen Nazi como medio para justificar su agresión no-provocada. Esta retórica está equivocada en todos los aspectos, es repugnante moral y profundamente ofensiva a la memoria de los millones de víctimas del Nazismo y a quienes valientemente lucharon contra él."

Los autores dicen que “Ucrania tiene extremistas de derecha y grupos xenófobos violentos” como cualquier otro país, pero “nada de esto justifica la agresión rusa y la grotesca deformación de Ucrania”.
El Museo Estatal de Auschwitz-Birkenau repudió los argumentos de Putin, diciendo “una vez más, gente inocente está siendo asesinada simplemente debido a una megalomanía pseudo-imperial enfermiza” El Museo Memorial del Holocausto en los EEUU y el Yad Vashem condenaron el abuso de Putin ante la historia del Holocausto. Los judíos ucranianos, asimismo, rechazaron contundentemente las afirmaciones de Putin de que en Ucrania exista un gobierno neo-Nazi
Los argumentos del Kremlin contra Ucrania son parcialmente un intento de socavar el apoyo por parte de los mismos ciudadanos ucranianos a su gobierno, a la defensa de su integridad territorial. La propaganda rusa lo ha enmarcado como una continuación de la “Gran Guerra Patriótica” de la Unión Soviética en contra de la Alemania Nazi, incluso aunque Rusia apoye a grupos de extrema derecha por toda Europa En las palabras de Miriam Berger para “The Washington Post”, “la retórica de esta ´lucha contra el fascismo´ resuena profundamente en Rusia, que sufrió enormes pérdidas en la lucha contra la Alemania Nazi”  Se utilizó imaginería soviética como parte de los medios de propaganda, además del reemplazo de banderas ucranianas con estandartes de “La Victoria” en algunos poblados ocupados
Expertos en desinformación han dicho que el representar a los ucranianos como nazis ayuda a la justificación de los crímenes de guerra rusos dentro de la misma población del país, tornando actos genocidas en actos de supuesto heroísmo. El representante de Rusia ante la ONU justificó de esta forma el ataque de misiles a Ataque con misiles a Hroza 
El historiador Timothy Snyder dijo que el gobierno ruso llama “Nazis” a los ucranianos con el fin de justificar los actos genocidas contra ellos. Dijo que los rusos amantes de la guerra contra Ucrania usan la palabra “Nazi” en el significado de “cualquier ucraniano que se niegue a ser ruso”  El neo-fascista ruso Aleksander Dugin propuso simplemente “igualar el nazismo ucraniano con una Rusofobia”. Dugin argumentó que Rusia debería ser el único país del mundo que tenga permitido definir el nazismo ucraniano y llamarlo “Rusofobia”, de la misma forma que los judíos han “Monopolizado” la definición de antisemitismo

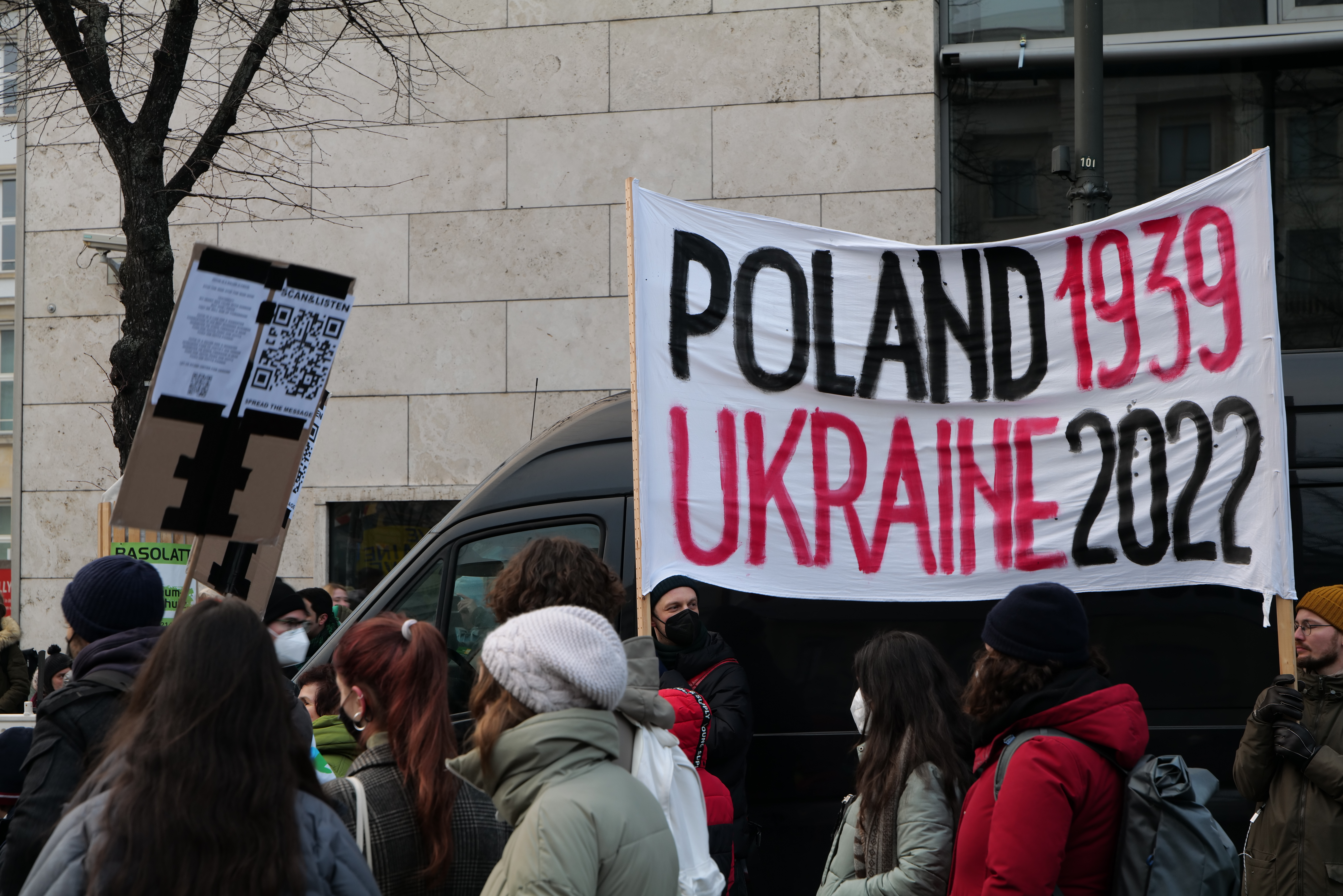
Un cartel que compara la invasión rusa a Ucrania con la invasión Nazi (y soviética) a Polonia.

Los oficiales ucranianos han respondido que las propias acciones que Rusia ha cometido en contra de Ucrania son tal y como las que cometió la Alemania nazi, y algunos comentadores  han comparado la Rusia de Putin con un estado fascista, algo llamado “Ruscismo”  Muchas unidades rusas que tomaron parte en la invasión están relacionadas con el neo-nazismo, incluido el grupo Rusich y el Wagner, financiado por el Kremlin. Otros grupos abiertamente neo-nazis se han involucrado en el reclutamiento, entrenamiento y combate del lado ruso, tales como la “Russia Imperial Legion”, la “AAST” o la “Atomwaffen Division Russland”. Los grupos rusos de extrema derecha también han jugado un papel importante dentro de las Fuerzas Proxy Rusas en el Donbás.
Como muchos otros países, Ucrania tiene una facción de extrema derecha también, como lo son el “Sector Derecho” y el “Svoboda”  Los analistas generalmente acuerdan en que el gobierno ruso exagera de gran manera la influencia de extrema derecha en Ucrania, además de que no hay un apoyo general para la ideología de extrema derecha en el gobierno o en el ejército En las elecciones parlamentarias ucranianas, una coalición de partidos de extrema derecha, incluido el “Sector de derecha”, recibió sólo el 2% de los votos y no obtuvo asientos en el congreso. La Brigada Azov ucraniana comenzó como una milicia de voluntarios de extrema derecha.
La desinformación rusa con acusaciones de nazismo no sólo va dirigida a funcionarios del gobierno, sino incluso a futbolistas y científicos. Antes de la invasión a gran escala que inició en el 2022, ya habían acusado al deportista Roman Zozulya de nazismo, algo que fue desmentido fuertemente por los medios y comprobado ser falso.
Tras su nombramiento como director del Instituto de Preservación de la Cultura Ucraniana, los medios rusos, sobre todo los que usan la red social Telegram, emitieron más de 1000 artículos desinformativos en contra del historiador ucraniano Oleksander Alfiorov, acusándolo de “Simpatizante de Hitler” y de “Neo-Nazi”; la mitad de los cuales iba dirigida al público ruso, pero la otra mitad fue muy variada en contenido, copias de los originales con pequeños cambios, aunque un tema común.
Hubo un foco de propaganda por parte del Kremlin que falsamente declaró que eran “Neonazis antirrusos persiguiendo a rusos étnicos”. Y la Brigada Azov ha sido mencionada en la televisión rusa más a menudo que el partido de Putin, que gobierna Rusia. Para el momento del inicio de la invasión, la brigada había sido ya grandemente de-politizada.
Un reporte del Proyecto en 2022 Contra-Extremistas concluyó que la Brigada Azov ya no puede ser definida como neonazi.

### Acusasiones de genocidio en el Donbás

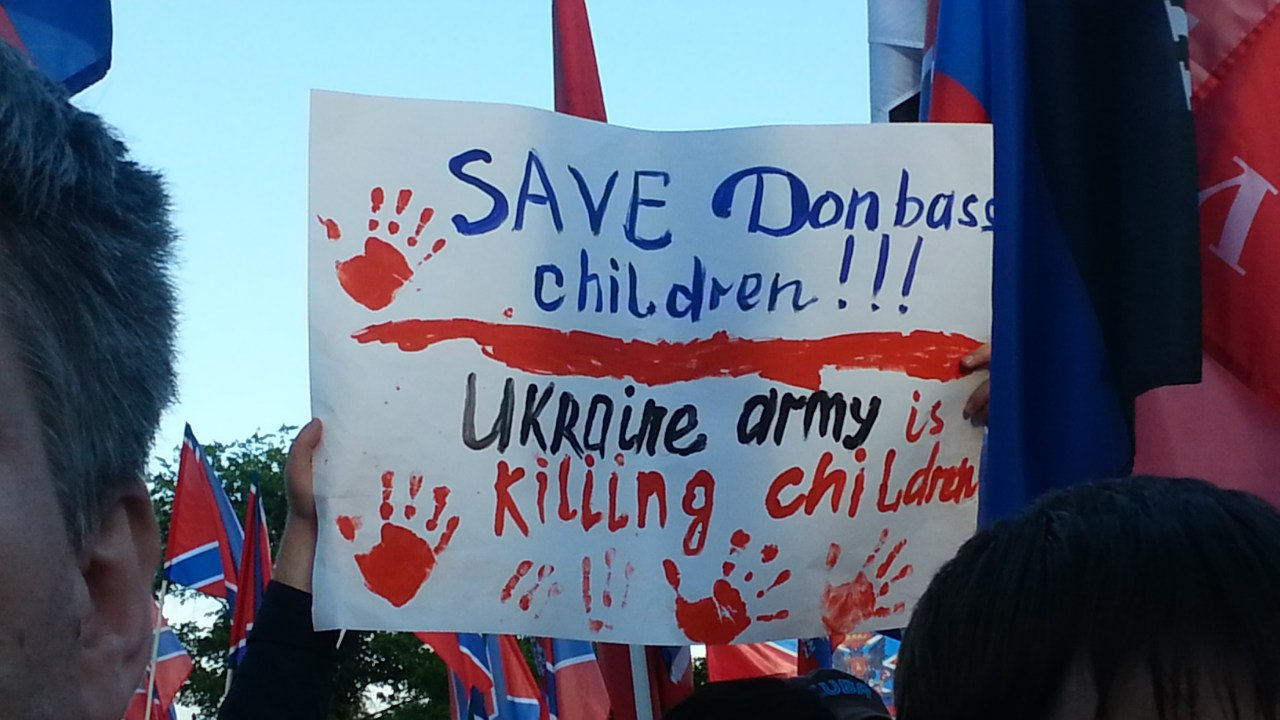
Una manifestación que apoya la Novorossiya en Moscú el 11 de junio de 2014

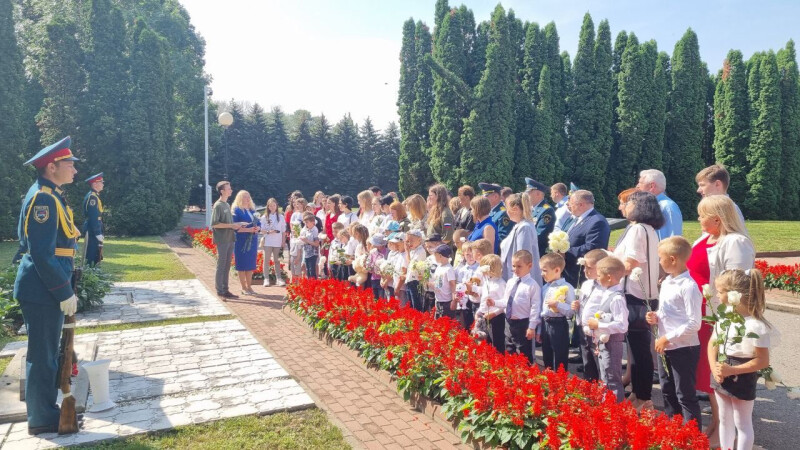
Niños en un memorial a niños presuntamente muertos por el ejército ucraniano en el Donbás, un evento financiado por el gobierno en Kursk en julio de 2023

En su discurso previo a la invasión, Putin afirmó, sin basarse en bases sólidas, que Ucrania estaba llevando a cabo genocidios en la región rusoparlante en el Donbás. Dijo que el propósito de la “operación militar” rusa en Ucrania, como él mismo la llamó, era “proteger a la gente” de las repúblicas autonombradas y controladas por Rusia, de Donetsk y Luhansk. Putin declaró que habían estado enfrentando un “genocidio perpetrado durante ocho años por el régimen de Kyiv”. No hay evidencia de estas acusaciones de genocidio por parte de Putin, y han sido rechazadas ampliamente, llamadas “un pretexto para la invasión” La Comisión Europea llamó a estas acusaciones “Desinformación rusa” 
Más de 300 expertos y estudiosos de genocidios emitieron una declaración en la que acusan a Rusia de abuso del término “genocidio” con el fin de “justificar su propia agresión violenta” sobre Ucrania. El gobierno ucraniano abrió un caso ante la Corte Internacional de Justicia (ICJ) en el que demandan esta acusación por parte del gobierno ruso. La ICJ dijo que no se ha visto evidencia de genocidio por parte de Ucrania.
Y para concluir, alrededor de 14300 personas han sido asesinadas en la Guerra del Donbás, tanto soldados como civiles. De acuerdo a la Oficina de la Alta Comisión de las Naciones Unidas por los derechos humanos, 6500 fueron militares proxy de Rusia, 4400 fueron militares ucranianos y 3,404 fueron civiles de ambos lados de la frontera La vasta mayoría de muertes de civiles fue en el primer año, y el número de muertes en la Guerra del Donbás cayó antes de la invasión rusa del 2022: en 2019 hubo 27 bajas civiles, en 2020 fueron 26 fallecidos y en 2021 fueron 25, más de la mitad de ellos a causa de minas y artefactos que no habían explotado. 
En comparación, con la invasión rusa a gran escala, en marzo de 2022 fueron asesinados 4,163 civiles, lo que significa que murieron más civiles sólo en un mes de invasión rusa que en los ocho años completos de Guerra en el Donbás Desde el inicio de la invasión, los medios controlados por el gobierno ruso y los canales pro-Kremlin de la red social Telegram acusaron falsamente al ejército ucraniano de atacar blancos civiles en Mariúpol y otras ciudades de Ucrania.
Según el sitio web ruso “Bumaga”, un ex empleado anónimo de la compañía de medios “Patriot” de Yevgeny Prigozhin, dijo que la mayor parte de sus reportes sobre “víctimas del Ejército Ucraniano” en el Donbás, eran montajes.
«Solo podemos sacar una conclusión: la cuestión ucraniana tiene que resolverse de una vez por todas. De lo contrario, puede ser demasiado tarde… Lo primero que me viene a la mente ahora es destruir todo ser viviente en la región de Járkov como castigo y disuasión.»
Palabras de Olga Skabeeva, presentadora de televisión estatal dichas al aire el 4 de junio de 2023.

### Acusaciones de provocación y agresión por parte de laOTAN

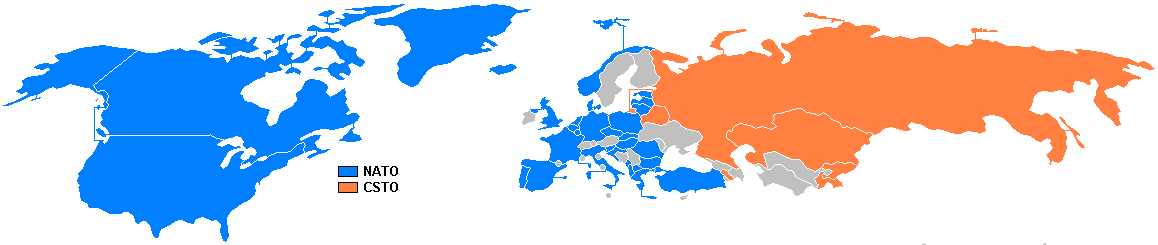
Mapa de regiones dentro de la OTAN (en azul) y dentro de la CSTO (en naranja) cuando comenzó la invasión del 2022

La propaganda rusa a menudo culpa a la OTAN y a su “expansión al este” por la invasión, aduciendo que Rusia “tuvo que invadir Ucrania para protegerse”.
En estas dos narrativas que se presentaron justo previo a la invasión, Putin dijo que el hecho de que “Ucrania se adhiriera a la OTAN” era una total amenaza, y advirtió que la OTAN podría utilizar a Ucrania para lanzar un ataque sorpresa a Rusia. Declaró falsamente que la OTAN estaría aumentando y entrenando a su ejército, y mejorando la infraestructura militar en Ucrania, y que, de hecho, la propia milicia ucraniana estaría bajo control por parte de la OTAN Los medios rusos han declarado falsamente que miles de soldados de la OTAN han sido asesinados durante la invasión.
Y aunque parece que será aceptada en un futuro, Ucrania no es aún miembro de la OTAN: una alianza de seguridad de 32 estados miembros, similar a la CSTO que la Federación de Rusia dirige.
En 1999 Rusia firmó la Carta por la Seguridad Europea, reafirmando el derecho de que cada estado escogiera sus propios convenios para su seguridad y se uniera a las alianzas que deseara.
Putin declaró que la OTAN había roto la promesa de no permitir a ningún país de Europa Oriental se uniera. Esta promesa, que no había sido dejada por escrito, había sido hecha supuestamente entre diplomáticos americanos y alemanes, con la otra parte el líder soviético Mijaíl Gorbachov en 1990, pero los diplomáticos acusados y la OTAN negaron haber realizado alguna propuesta formal.  Tal promesa nunca apareció en algún tratado o documento Tal promesa no fue incluída jamás en algún tratado, y la Unión Soviética dejó de existir en 1991. Desde ese entonces y hasta la invasión por parte de Rusia, 14 países de Europa Oriental se unieron a la OTAN por propia voluntad. El científico político Filip Kostelka dice que muchos de estos países buscaron unirse a la OTAN “para protegerse a si mismo de la amenaza rusa. Que no necesitaron ser obligados”  La última vez que un país que comparte fronteras con Rusia se unió a la OTAN antes de la invasión, fue en 2004.
Putin no siempre se opuso a la OTAN. Según Michael McFaul y Robert Person, Putin nunca creyó que la OTAN fuera una amenaza militar realmente En 2002, Putin dijo que las relaciones de Ucrania con la OTAN no eran asunto de Rusia. Tampoco amenazó a los países del Báltico que querían unirse a la OTAN desde 2004. Putin dijo en 2005 que si Ucrania quiere unirse a la OTAN, “respetaremos su decisión, por que es su derecho soberano de decidir y escoger sus propias políticas de defensa, y esto no deteriorará las relaciones entre nuestros países”. 
No fue sino hasta el discurso del 2007 en München que Putin se mostró abiertamente en contra de la expansión de la OTAN. Sin embargo, Rusia profundizó la cooperación con la OTAN en 2010. 
Cuando Rusia invadió y anexó Crimea e invadió el Donbás en 2014, Ucrania era oficialmente un país neutral y no estaba buscando unirse a la OTAN En diciembre de 2014 el parlamento ucraniano votó por anular este estatus de neutral, como respuesta a la agresión rusa, y Ucrania sólo solicitó unirse a la OTAN como respuesta a la invasión del 2022. Steven Pifer incluso argumenta que las propias agresiones rusas contra Ucrania son las que la han empujado a unirse a la OTAN. Cuando Rusia la invadió en 2022, a Ucrania le faltaba un largo camino para llegar a ser miembro de la OTAN. Los miembros de dicha alianza se han mostrado dudosos de permitir a Ucrania que llegue a pertenecer a ella, en parte debido a las amenazas de Putin.
La invasión rusa a Ucrania llevó a que Finlandia se uniera a la Alianza, duplicando la longitud de línea fronteriza que Rusia comparte con la OTAN.  Putin dijo que la pertenencia de Finlandia a la Alianza no sería una amenaza, a diferencia de Ucrania, pero advirtió que no estaría de acuerdo con ninguna expansión militar de ella en Finlandia.

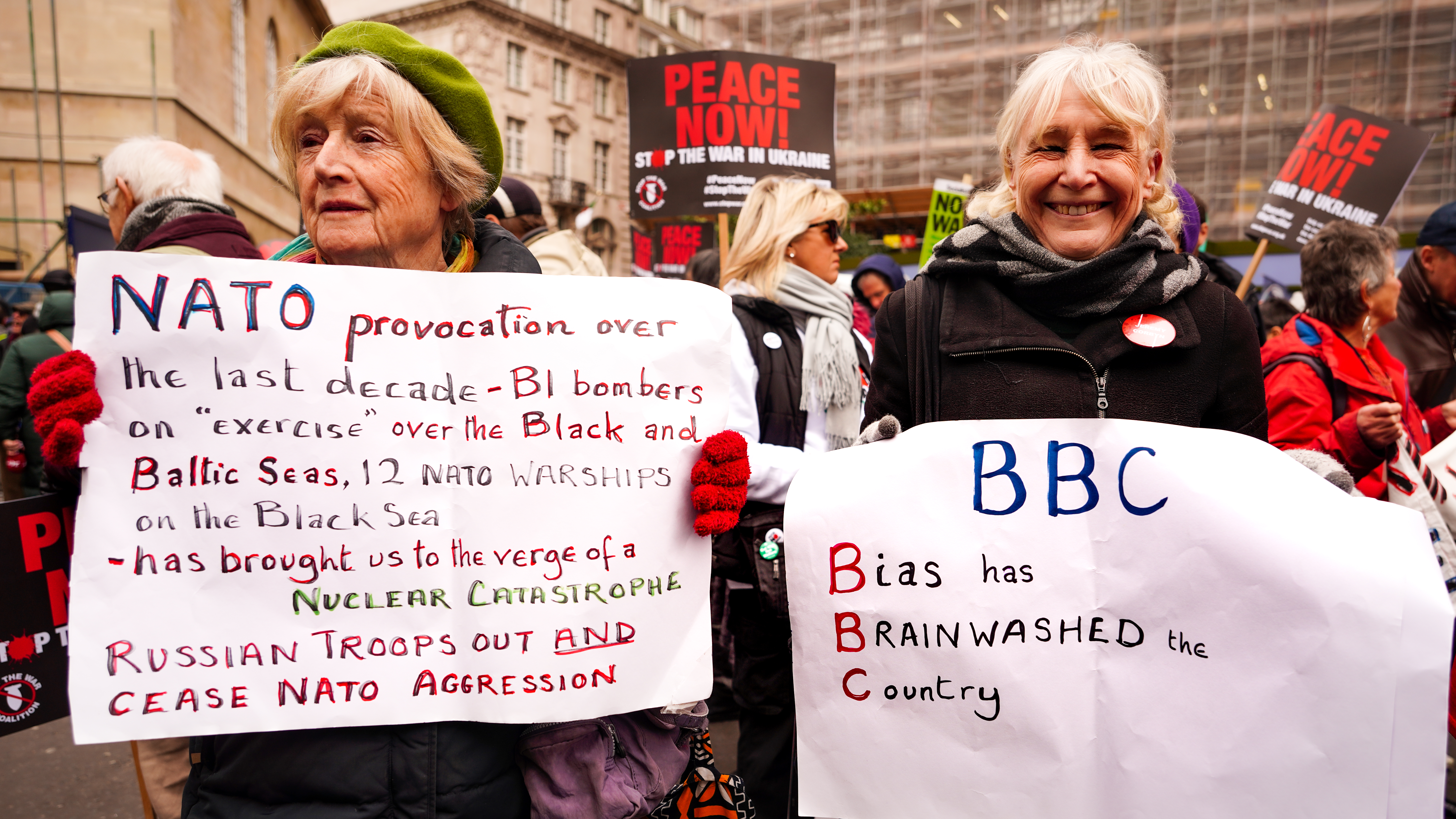
Protestas en Londres en la que se acusa a la OTAN de provocar y agredir a Rusia (2023).

Peter Dickinson del Concejo del Atlántico sugirió que la verdadera razón por la que Putin se opone a la OTAN no es que piense que sea una amenaza, sino que “lo previene de bulear a los vecinos de Rusia”. 
Tom Casier escribe que la anexión ilegal rusa de la región suroriental de Ucrania revela que el motivo real de la invasión es el de crear una “Rusia más grande”.
Poco antes de su muerte en un accidente de avión, el oligarca ruso Yevgeny Prigozhin acusó al alto mando ruso de mentir sobre la agresión de la OTAN para justificar la invasión.  Prigozhin era un aliado muy cercano de Putin y su grupo Wagner jugó un rol importante en la invasión.

Un artículo publicado por el Instituto para el Estudio de la Guerra concluye: 
"Putin no invadió Ucrania en 2022 por temerle a la OTAN. Invadió porque pensó que la OTAN era débil, que sus esfuerzos para retomar el control de Ucrania por otros medios habían fracasado, y que el establecer un gobierno prorruso en Kyiv sería muy fácil y seguro. Su intención no era la de defender Rusia de una amenaza inexistente, sino más bien de expandir el poder de Rusia, de erradicar el estado ucraniano y de destruir la OTAN, que son objetivos que aún persigue".

#### Acusaciones deguerra subsidiaria
El gobierno ruso acusó a la OTAN de estar emprendiendo una “Guerra subsidiaria” (“Proxy” en inglés) contra Rusia, dado que sus miembros han estado enviando ayuda militar a Ucrania tras la invasión Los medios estatales rusos falsamente han estado publicando que algunas de las unidades militares ucranianas que están repeliendo la invasión rusa están realmente bajo el mando de la OTAN.
La Alianza dice que no está en guerra con Rusia, pero que apoya el derecho de Ucrania de defenderse, como lo ratifica la Carta de las Naciones Unidas.
Lawrence Freedman escribió que llamar a Ucrania “Proxy (subsidiaria)” implica erróneamente que “los ucranianos sólo están combatiendo porque la OTAN los puso a hacerlo, en vez de la obvia razón de que están siendo víctimas de una invasión injustificada y cruel”. Dijo que cualquier debilidad de Rusia causada por la guerra resultará de “La estupidez rusa… no por acciones de la OTAN” 
Geraint Hughes dijo que llamar a Ucrania una “proxy” de la OTAN insulta y desprecia a los ucranianos, niega su autonomía e implica que ellos no tienen realmente la voluntad de defender su país.
Dadas estas acusaciones de que la OTAN está implicada en esta guerra proxy, es que los miembros de la alianza han sido lentos en el envío del armamento a Ucrania, en especial armas avanzadas, y que han estado advirtiendo a Ucrania que no utilice ese armamento para atacar a Rusia, sino que sólo para defender su integridad territorial.
La OTAN se ha estado rehusando a crear una “zona de exclusión aérea sobre Ucrania”, y el gobierno de los EEUU le dijo a Ucrania que ya no atacara refinerías ni radares de advertencia dentro de Rusia.
Rusia ha declarado y sostiene que Ucrania no es un país soberano, sino que su gobierno está controlado por poderes extranjeros cuyas compañías, bancos y fondos de inversión como BlackRock o Vanguard controlan una enorme porción del suelo ucraniano y prohíben sepultar cadáveres ucranianos debajo de él. Sin embargo, bajo las leyes ucranianas, agentes comerciales extranjeros como corporaciones o individuos particulares no pueden poseer terreno o tierra en Ucrania.

### El inicio de la guerra Rusia-Ucrania
Mucha gente fuera de Ucrania, incluidos políticos y comentadores de noticieros, establecen el 24 de febrero de 2022 como el inicio de la guerra de Rusia contra Ucrania. Según el científico en ciencias políticas Andreas Umland, este hecho hace de menos la importancia de la invasión armada y anexión ilegal de una parte de Ucrania, Crimea, por parte de la Federación de Rusia, ni de su intervención armada y agresión en las regiones del Donbás. Tal enfoque ayuda a la propaganda rusa a justificar su agresión. Umland y otros autores relacionados establecen el 20 de febrero de 2014, el día que Rusia presuntamente emitió las órdenes de preparación para la invasión, que incluso está grabada en la medalla rusa de “La campaña de Crimea”, como el inicio de la guerra de Rusia hacia Ucrania, mientras la mayor parte de investigadores históricos prefiere el 27 de febrero del 2014, el día que el ejército ruso tomó a la fuerza el parlamento ucraniano en Crimea.

### Acusaciones de asesinatos y conatos de homicidio
El 18 de febrero de 2022, la República Popular de Luhansk mostró un video en el que presuntamente se muestra la remoción de un automóvil lleno de explosivos, preparado para hacer explotar un tren lleno de mujeres y niños que eran preparados para ser evacuados a Rusia. Los metadatos del video mostró que había sido grabado el 12 de junio de 2019. 
La República Popular de Donetsk también sacó a luz un video el 18 de febrero de 2022 en el que se acusa de mostrar a Polacos intentando hacer explotar un tanque lleno de cloro. Este video fue distribuido ampliamente por medios rusos. Nuevamente, la metadata del video mostró que había sido creado el 8 de febrero de 2022, y que incluía distintos fragmentos de audio o video, incluido uno de un video del 2010 de YouTube de un polígono de tiro en Finlandia.
Según la oficina de Bellingcat, un presunto intento de plantar una bomba a un oficial de alto cargo de los separatistas por un “espía ucraniano”, que fue transmitido en un canal de la televisión rusa, era falso pues mostraba evidencia de ser un “viejo vehículo del ejército verde”. La placa de identificación de tal vehículo se veía como del oficial separatista, pero se ve en una SUV nueva en otro video.
El 22 de febrero de 2022, las milicias populares rusas en Ucrania acusaron al gobierno ucraniano de perpetrar un “ataque terrorista” en el que fallecieron tres civiles en un auto en la carretera Donetsk-Gorlovka.
El canal France 24 describió que dicho incidente había sido totalmente falso, en el que los cadaveres se habían obtenido en una morgue y toda la escena era un simple montaje.

### Declaraciones rusas de que ellos no iniciaron la guerra
El 7 de septiembre de 2022, en el Foro Económico Oriental, Putin declaró que “Rusia no había iniciado ninguna operación militar”, sino que únicamente intentaba darle fin a la iniciada en 2014 tras un "coup d’état en Ucrania".
Por el contrario, la Anexión ilegal de Crimea por la Federación Rusa en febrero de 2014 es tomada como el inicio de la Invasión rusa a Ucrania.
Previo al inicio de su invasión a gran escala a Ucrania en 2022, la intensidad de las hostilidades en la región del Donbas había disminuido de forma constante desde la firma del Protocolo de Minsk en febrero de 2015.

### Armas biológicas y radiológicas ucranianas

#### Laboratorios de armas biológicas
En marzo de 2022, Rusia acusó a Ucrania de desarrollar armas biológicas en una red de laboratorios relacionada con el gobierno Norteamericano. El ministro de Asuntos Exteriores de la República Popular de China y los medios de ese país, apoyaron esas acusaciones.E incluso los promotores de QAnon hicieron eco a la acusación.
Pero la “Reality Check” de la BBC no encontró evidencia que sustentara esas acusaciones. Ni las Naciones Unidas ni el Boletín de Científicos Atómicos tampoco encontraron evidencia de que tal acusación tuviera una base real.
Incluso biólogos rusos en y fuera de Rusia, indicaron que estas acusaciones eran “claramente falsas”.
Según el investigador Adam Rawnsley, el Kremlin tiene una larga historia desacreditando “laboratorios ordinarios biológicos” en repúblicas ex-soviéticas, y que anteriormente ha realizado acusaciones similares a Georgia y a Kazajistán, como ésta realizada contra Ucrania.

#### Aves como armas biológicas
Antes de marzo del 2022, el Ministerio de la Defensa de Rusia realizó acusaciones infundadas de que los Estados Unidos de Norteamérica tenían laboratorios en Ucrania, en los que fabricaban armas biológicas. En marzo, el ministro amplió estas acusaciones con una teoría de conspiración: el gobierno de los EEUU estaba entrenando aves que distribuirían una enfermedad especial creada para enfermar únicamente a ciudadanos rusos dentro de Ucrania, lo que publicó el general mayor Igor Konashénkov, vocero del ministerio, a los medios rusos. Incluso mencionó detalles, incluído que era una cepa de influenza con un 50% de mortalidad, y también la enfermedad de Newcastle.
Los reportes de los medios incluían mapas, documentos y fotografías de aves que portaban insignias militares norteamericanas, indicando que habían sido capturadas aves vivas, infectadas, en Ucrania Oriental.
El vocero del Departamento de Estado de los EEUU se rio de esas acusaciones, y las llamó “mentiras descabelladas”, “falta de sentido común”, “absurdos”,  “risibles” y “propaganda”. El director de la CIA William Burns le dijo al Senado Norteamericano que Rusia estaba realizando tales acusaciones con el fin de preparar terreno para realizar ataques con armas biológicas contra Ucrania, y luego culpar a los Estados Unidos de Norteamérica, y a la propia Ucrania.

#### Mosquitos de combate
El 28 de octubre de 2022, el Representante Permanente de Rusia en las Naciones Unidas, Vasili Nebenzia, acusó a Ucrania de utilizar “drones con mosquitos de combate”, que propagarían “peligrosos virus”.

#### Planes de Ucrania de lanzar una “Bomba sucia”
En marzo de 2022, las agencias de medios controladas por el gobierno ruso acusaron, sin poseer evidencia, a Ucrania de estar desarrollando una “Bomba sucia” nuclear a base de plutonio en la Planta nuclear de Chornobyl.
En una serie de llamadas a los oficiales de defensa externa realizada en octubre de 2022, el ministro de defensa de Rusia, Serguéi Shoigú, dijo de forma similar que Ucrania “preparaba una provocación” que involucraba el uso de una bomba sucia.
El Instituto para el Estudio de la Guerra presentó su deseo de detener o suspender la ayuda militar extranjera a Ucrania, pues ese era el posible motivo de esas acusaciones. Los ministros de asuntos externos de Francia, Reino Unido y Estados Unidos de Norteamérica rechazaron tales acusaciones rusas como “claramente falsas”. En una reunión, el Ministerio de Defensa ruso usó fotos de la Estación Nuclear de Beloyarsk, de la Planta Química de Novosibirsk, de las consecuencias de los ataques del 11 de septiembre y una foto de una presentación en el 2010 por la agencia Eslovena como “evidencia” para estas acusaciones.

### Negación de losCrímenes de Guerrarusos
Durante la Invasión rusa a Ucrania, militares rusos han cometido una cantidad de crímenes de Guerra y crímenes contra la humanidad en Ucrania, que han sido registrados y ampliamente documentados. Éstos incluyen ataques a civiles y a la infraestructura energética, asesinatos en masa, confinamiento illegal, torturas, violaciones, deportación illegal de niños, y varios más.
Los oficiales rusos han negado dichos crímenes, que se ha demostrado fuertemente haber sido perpetrados por personal del ejército ruso. El ministro del exterior de la Federación de Rusia, Serguey Lavrov dijo que la Masacre de Bucha es un “ataque falsificado” contra Rusia, aduciendo que es un montaje. Insistió en que el ejército ruso había salido de Bucha el 30 de marzo, mientras que hay evidencia, según él, de que tales crímenes fueron perpetrados cuatro días después.
El 4 de abril, en las Naciones Unidas, el representante ruso Vasily Nebenzya dijo que los cuerpos en los videos no estaban allí cuando el ejército ruso salió de Bucha, algo que ha sido extensamente desmentido por varios medios occidentales. Además fue demostrado en imágenes satelitales que muestran que los cadáveres ya yacían allí desde el 19 de marzo; La posición de los cuerpos en las imágenes de satélite coincide totalmente con las fotografías tomadas con teléfonos inteligentes a principios de abril.
En el canal de Telegram del Ministerio de Defensa de Rusia apareció una declaración de que los ataques rusos no son dirigidos a objetivos civiles. Según ellos, es imposible que militares rusos pudieran haber perpetrado una masacre, y que las fosas comunes en la ciudad había sido rellenada con víctimas de ataques aéreos rusos. El ministerio dijo que había analizado un video en el que se pretendía mostrar los cuerpos de civiles asesinados en Bucha, y que los cuerpos se movían, probando que eran actores. Pero la oficina de la BBC, incluso la de Moscú, investigó esta acusación y concluyó que no había evidencia de que este video fuera falso o un montaje.
Rusia también sacó al público un video que, según el Kremlin, mostraba un cuerpo moviéndose, aunque  fue inmediatamente comprobado ser falso, tras investigaciones por parte de sitios web que se encargan de ello, determinando que era el cadáver reflejado en el espejo retrovisor de un automóvil. 
Otro intento ruso para representar la masacre como algo falso fue presentado en un canal de televisión rusa, el Russia-24, en el que se usó un video en el que aparecían supuestos ucranianos arreglando maniquíes y colocándolos en posición de los cadáveres encontrados tras la masacre. Se identificó rápidamente el video como proveniente de un estudio televisivo en San Petersburgo. Los trabajadores del estudio confirmaron que tal video había sido filmado en su estudio y transmitido en el canal de televisión mencionado.  
De forma parecida, los medios sociales rusos distribuyeron un video en el que se mostraba a supuestos militares ucranianos halando los cadáveres en Bucha, con lo que se demostraba presuntamente que la masacre había sido montada. El video provenía de la Associated Press, en cuyo reportaje se explicaba que los soldados ucranianos manipulaban los cadáveres con cables porque se sospechaba que tuvieran bombas ocultas. 
Salieron al aire en varios medios rusos videos de militares ucranianos buscando explosivos en los cuerpos de los civiles asesinados en Bucha, y los presentadores rusos decían que estaban colocando los cuerpos como un montaje. Estos videos fueron ampliamente difundidos con esa falsa explicación.  
Los oficiales rusos también culparon al ejército ucraniano del Ataque aéreo al teatro de Mariúpol pero fuentes independientes confirmaron que Rusia había sido responsable de dicha masacre, que incluso reconocieron oficialmente.

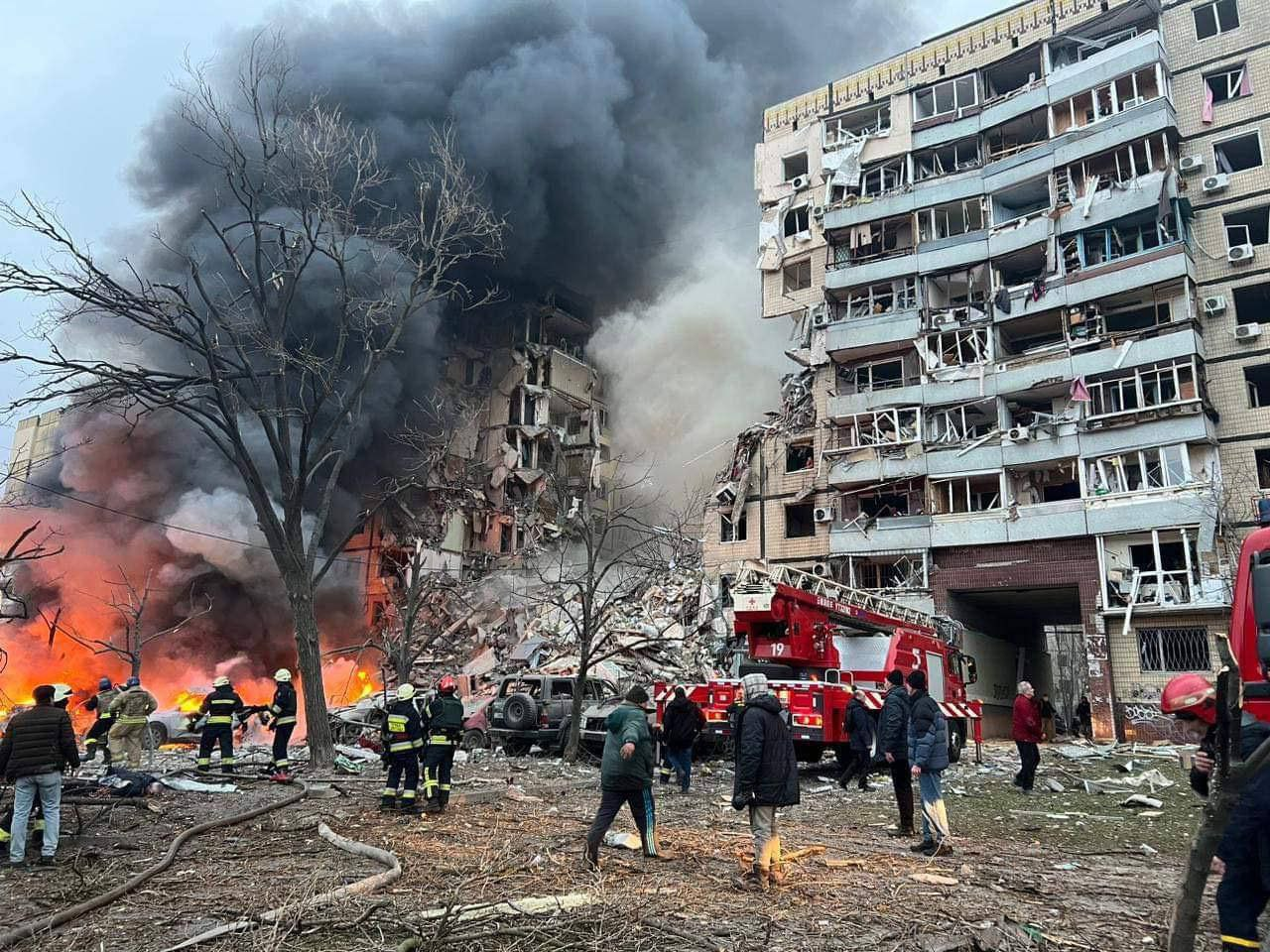
Un edificio residencial en la ciudad de Dnipró tras un ataque aéreo el 14 de enero de 2023. Dmitri Peskov declare que el edificio residencial había colapsado probablemente por un contraataque ucraniano.

En noviembre de 2022, el vocero de Putin Dmitri Peskov negó que el ejército ruso estuviera realizando ataques aéreos contra infraestructura civil en Ucrania. Según Peskov, el ejército ruso solo ataca objetivos conectados directa o indirectamente con infraestructura militar. En enero de 2023, el ministerio de defensa ruso confirmó su responsabilidad por el Ataque a edificio residencial en Dnipró, en el que asesinaron a más de 40 civiles. 
Pero Peskov dijo luego que los ataques rusos nunca van dirigidos a edificios residenciales, y que el edificio en cuestión había colapsado por un contraataque por las fuerzas ucranianas. 
En diciembre de 2022 el político opositor a Vladimir Putin, Iliá Yashin, fue sentenciado a ocho años y medio de prisión por sus declaraciones sobre los asesinatos en Bucha; se le acusó de “difundir información falsa” sobre el ejército ruso. Yashin fue enjuiciado por un video en YouTube que salió a la luz en abril de 2022, en el que el acusado discutía sobre el descubrimiento de civiles ucranianos en el suburbio de Bucha, cerca de la capital de Ucrania, Kyiv.
En febrero de 2023 la periodista rusa Maria Ponomarenko fue sentenciada también a seis años de prisión por publicar información sobre el ataque aéreo al teatro de Mariúpol. 

### Otras acusaciones rusas

#### En Ucrania se practicaSatanismoyMagia negra
En mayo de 2022, los medios estatales rusos declararon que en Ucrania se utilizaba magia negra para “embrujar” a los soldados rusos. La agencia de noticias rusa RIA Novosti dijo que se había hallado una gran evidencia de práctica de magia Negra en una aldea de Ucrania Oriental; según el reporte de este noticiero, los soldados ucranianos habrían “consagrado” supuestamente sus armas con “sangre de magia” en un lugar con un “sello satánico”. 
Dmitri Medvedev, del Concejo de Seguridad de Rusia, y también ex-presidente ruso y primer ministro, describió la invasión como “una Guerra Santa” contra Satanás. Y el presentador del canal estatal ruso Russia-1, Vladimir Solovyov, dijo al aire que la invasión rusa a Ucrania es una “Guerra santa” contra los satanistas ucranianos, y que “Rusia atacaría a otros cincuenta países unidos por el satanismo”.
El secretario asistente del concejo de seguridad ruso, Aleksey Pavlov, pidió en octubre de 2022 que Ucrania fuera “De-Satanizada”, puesto que se había convertido en una “Hipersecta totalitaria”. En un artículo para el periódico estatal ruso “ Argumenty i Fakty', identificó al movimiento hasídico judío “ Chabad-Lubavitch” como uno de los “cientos de cultos neo-paganos” que operan en Ucrania. Pero el Rabino Berel Lazar, el más alto en Rusia, escribió una carta a las autoridades rusas en la que les pedía condenar los comentarios de Pavlov, que describía como “una nueva variedad del antiguo libelo de sangre”. 
Alrededor del 70% de los ucranianos profesa fuertemente su credo Cristiano, y la mitad de ellos atiende los servicios religiosos.

#### Huída y rendición del presidente ucraniano
La agencia de noticias rusa TASS transmitió un programa en el que aseguraban que el presidente ucraniano Volodímir Zelenski había huído de Kyiv tras la invasión, y que también se había rendido. Sin embargo, el propio Zelenskiy utilizó redes sociales para publicar videos y fotos en los que contradecía esas noticias falsas.
Otro caso fue el canal ruso “Russia-1”, propiedad del estado, en el que se afirmaba que Zelenski había huído de Ucrania tras los ataques rusos con misiles contra la infraesestructura el 10 de octubre de 2022.

#### Uso deIAcon propósitos propagandísticos
Han sido creados varios video falsos utilizando Inteligencia Artificial como parte de la “guerra propagandística contra Ucrania”, que han sido distribuídos ampliamente en las Redes Sociales- En ellos se presentan niños luchando en el ejército ucraniano, falsos anuncios publicitarios dirigidos a niños pidiéndoles denunciar críticas al gobierno de Ucrania, o declaraciones falsas realizadas por el Presidente de Ucrania en las que se utiliza tecnología Deepfake con respecto a la rendición del país, y muchos otros inventos.

#### Rechazo aRefugiados Ucranianos
La desinformación rusa también ha intentado promover sentimientos de rechazo contra refugiados ucranianos en otros países, como Polonia. Las cuentas en redes sociales, con claras conexiones con Rusia, han distribuído historias sobre refugiados que cometen crímenes impunemente o que reciben privilegios exagerados; también han inventado historias de refugiados ucranianos discriminados en los países que los acogen, con el fin de debilitar el apoyo internacional al pueblo ucraniano.

#### Cuerpos crucificados
El Kremlin difundió deliberadamente noticias falsas sobre supuestos civiles y soldados crucificados por el ejército ucraniano. Una historia afirmó que soldados ucranianos crucificaron a un niño de tres años en la “Plaza Lenin” en Sláviansk. Los periodistas de investigación de los medios de comunicación rusos Nóvaya Gazeta y TV Rain que visitaron Sláviansk no encontraron ninguna prueba que respaldara las acusaciones, ni tampoco encontraron ninguna grabación de audio o vídeo del incidente, lo cual es inusual ya que las acciones del ejército ucraniano en la ciudad estaban bien documentadas en ese momento. BBC News señaló que en Sláviansk no existe ninguna "Plaza Lenin", aunque sí existe una "Plaza de la Revolución de Octubre". Algunos periodistas rusos condenaron la invención de la historia.
En las redes sociales también se difundió un vídeo que muestra a un grupo de personas que dicen ser miembros del Batallón Azov y quemando el cuerpo crucificado de un supuesto soldado separatista. Los propios representantes del batallón niegan cualquier conexión con el video, argumentando que los uniformes de las personas que aparecen en él difieren de los de los combatientes del Batallón Azov, ya que la marca en el hombro es mucho mayor de lo debido y el arma parece neumática. También señalan que la persona clavada en la cruz no grita al levantarla, que habla un ucraniano deficiente y que el video se detiene poco después de prender fuego a la cruz, por lo que se desconoce si la persona realmente murió. Cabe destacar que en el video, las personas con uniforme militar se presentan como combatientes del Batallón «Azov». Sin embargo, en 2014, el «Azov» se reorganizó y se convirtió en un regimiento de la Guardia Nacional. Los soldados que formaban parte del regimiento no podían ignorarlo. Otro video de dos personas siendo ahorcadas fue recibido con escepticismo, ya que muestra el abdomen de una de ellas moviéndose hacia adelante mientras el peso del cuerpo no se concentra en el cuello, lo que sugiere que los actores usan equipo especial para escalar acantilados. También llaman la atención sobre el hecho de que quienes participan en el ahorcamiento se aseguran de que los cuerpos no giren y que sus espaldas no aparezcan durante el video.

#### "La abuela con la bandera roja"

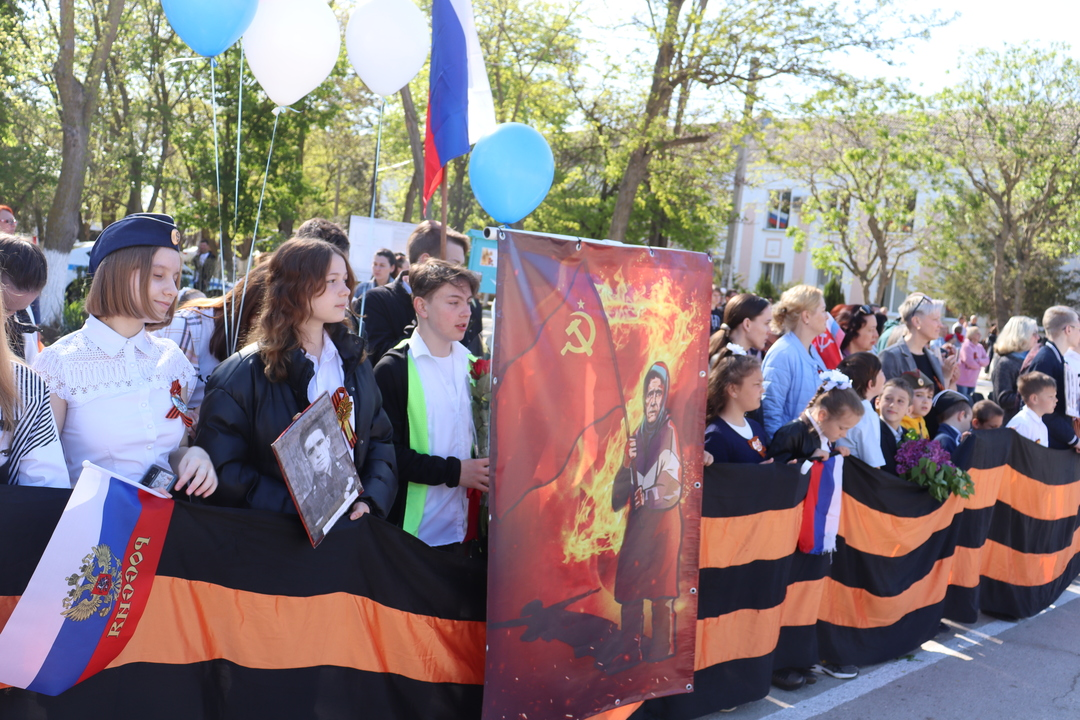
Póster propagandístico de una abuela con bandera roja en Saky, Crimea, el 9 de mayo de 2022

Un video en el que se muestra a una mujer de la tercera edad sosteniendo la Bandera de la Federación Rusa para saludar a soldados ucranianos ha sido distribuido ampliamente en Runet desde marzo del 2022. La abuela con una bandera roja se convirtió en una imagen icónica para la propaganda rusa. Pretende representar el deseo de los “ucranianos comunes” de reunirse con sus “hermanos rusos”.
Anna Ivanivna, quien es la actriz en el video de “la abuela con bandera roja”, explica que confundió a los soldados ucranianos, pensando que eran rusos y que si “no ondeaba la bandera rusa la asesinarían y destruirían su aldea”. La mujer está muy arrepentida ahora, y se siente como “traidora”. Su casa, en una aldea cerca de Járkov, fue destruída por el ejército ruso, y ella y su esposo, fueron evacuados. Maldijo al ejército ruso, al que culpa de destruír su hogar. El ejército pidió al público no condenar por su error a Anna Ivanivna, quien había sido ella misma una víctima.

#### 13 "Mercenarios franceses" asesinados en Járkov
El 16 de enero de 2024, Rusia realizó un ataque con misiles contra un edificio residencial de varios niveles en Járkov en el que, dicen, había “una docena de mercenarios franceses”. Las autoridades locales indicaron que fueron 17 civiles ucranianos quienes habían sido heridos en ese ataque, y que no había ningún militar en o relacionado con ese edificio.
Pero los medios rusos intentaron demostrar que sus mentiras eran reales, publicando una lista de los supuestos 13 franceses Muertos en el ataque. Sin embargo, la cadena de noticias francesa “ Radio France Internationale (RFI)” contactó a dos personas de la lista de supuestos mercenaries franceses, Alexis Drion y Béranger Minaud, y confirmó  que realmente son voluntaries en la Legión Internacional de Defensa Territorial de Ucrania, y que ambos estaban en su patria, Francia, durante este ataque, que no estaban muertos, e incluso realizó un programa en el que los entrevistó, confirmando al público que tal afirmación es una historia inventada por la propaganda rusa de desinformación. La RFI asume que esta mentira estuvo relacionada con un anuncio por el gobierno francés del envío de 40 misiles SCALP como ayuda al ejército ucraniano.

#### Otras mentiras rusas sobre civiles ucranianos
- “Los soldados rusos son recibidos como héroes por civiles ucranianos, y les agradecen por “Liberarlos”.[205]

- “Los civiles ucranianos hicieron duelo cuando Ucrania retomó el control sobre Jersón”.[206]

- "Nunca se han perpetrado ataques aéreos o lanzado misiles a infraestructura civil en Ucrania” - Dicho por el ministro ruso del exterior en febrero de 2022, Serguéi Lavrov.[207]
- “Los ataques rusos han causado pérdidas de $137.8 billones a la infraestructura de Ucrania en un año”.[208]
- "Los civiles no son el objetivo".[209]
- El Kremlin afirma que “No pretenden imponer nada a la fuerza”.[210]

- "Los ciudadanos ucranianos pueden decidir sobre su futuro”, dicho por el presidente Putin el 12 de junio de 2021.[211]
- Acusaciones de corrupción por parte del presidente Volodímir Zelenski y su esposa Olena Zelenska, que han sido ampliamente desmentidos por varios medios. [212][213][214]

- Desinformación sobre intentos de atentados terroristas por ucranianos en otros países. Totalmente refutados por medios investigativos.[215]

- Desinformación sobre decisiones tomadas por el gobierno de Ucrania con respecto a la propuesta de compra de Tierras raras por el gobierno Norteamericano.[216][217]
- Rechazo o discriminación contra miembros de la comunidad LGTB en Ucrania. Demostrado ser falso.[218]

#### Acusaciones a Wikipedia de publicar información falsa
Dentro de los intentos de Rusia de controlar la Libertad de prensa y presentar sus mentiras se han realizado ataques a Wikipedia en los que dicen que ha estado en un registro gubernamental de sitios prohibidos por más de 10 años. 
En mayo de 2022 la Fundación Wikimedia fue multada con 5 millones de rublos por artículos sobre la invasión rusa a Ucrania. Rusia dijo que había descubierto 16.6 millones de mensajes que difundían “falsedades” sobre la invasión en plataformas incluida la Wikipedia. La Fundación Wikimedia apeló en junio, diciendo que la “información es basada en hechos reales y verificada por voluntarios que continuamente la editan y mejoran los artículos en sitio; su remoción constituiría una violación a la Libertad de expresión del pueblo, así como de acceso al conocimiento”.
En noviembre de 2022 una corte rusa insistió y multó a la Fundación Wikimedia con 2 millones de rublos por “no borrar información falsa en siete artículos sobre la -Operación militar especial-, incluida la masacre en Bucha y el ataque aéreo al teatro de Mariúpol”.
En febrero de 2023 una corte rusa impuso nuevamente otra multa de 2 millones de rublos a la Fundación Wikimedia “por no remover desinformación sobre el ejército ruso”. 
Y en abril de 2023 Wikimedia recibió otra multa más, de 800,000 rublos, por no remover materiales sobre una banda de rock rusa, Психея (группа), y otros 2 millones de rublos en multa por otros artículos como el de la Ocupación rusa de la provincial de Zaporizhia, incluso en la Wikipedia en ruso.

#### Apoyo a Hamas
El 8 de octubre de 2023 apareció un video en el que Hamas agradece supuestamente a Ucrania por proveerlos, que fue distribuido en una cuenta de la red social X conectada con el Grupo Wagner. El video tuvo más de 300,000 vistas y fue compartido en cuentas incluso en los EE. UU. Al día siguiente el expresidente ruso Dmitry Medvedev tuiteó “Bien, compañeros de la OTAN, ahora si lo tienen, ¿o no? Las armas que se le han entregado al régimen Nazi en Ucrania ahora se utilizan activamente contra Israel”.

#### Acusaciones de pedofilia y tráfico de órganos
En abril de 2022, el “Communications Security Establishment” de Canadá dijo que había un esfuerzo coordinado por parte del gobierno ruso de promover reportes falsos sobre tráfico de órganos de soldados, mujeres y niños muertos en Ucrania.
En mayo de 2023 la agencia de noticias Russia Today transmitió al aire un documental que llamó “Gracias por los riñones”, en el que difunde las falsas acusaciones de que en Ucrania se ha estado traficando órganos desde el 2014, incluidos niños en orfanatos y soldados ucranianos como víctimas.
Y en 2025, reportes de desinformación le añadieron combustible a esas teorías de conspiración, declarando que los ataques aéreos y misiles rusos eran dirigidos a las infraestructuras en las que se practicaba la pedofilia y el tráfico de niños y de órganos.

#### Ucrania estuvo involucrada en el ataque al Crocus City Hall
En marzo de 2024 cuatro miembros del ISIS perpetraron un ataque al [[Atentado del Crocus City Hall|Crocus City Hall] en Krasnogorsk, dentro de la Federación, en el que utilizaron rifles y bombas incendiarias y asesinaron a 145 personas. Luego las autoridades rusas afirmaron que los perpetradores del atentado habían intentado escapar a Ucrania, algo que luego los oficiales ucranianos tacharon de desinformación “primitiva y estúpida”, recordando que la frontera está fuertemente vigilada por soldados, drones, plantada de minas terrestres y constantemente bombardeada por ambos lados. 
La noche del ataque, el canal de televisión ruso NTV transmitió un video en el que utilizó deepfake de audio creando la voz de Oleksiy Danilov, secretario del Consejo de Seguridad Nacional y Defensa de Ucrania, confirmando la participación ucraniana en el ataque, y diciendo supuestamente que “Es muy divertido Moscú hoy en día. Me gustaría creer que podremos divertirnos allí más a menudo”. 
El mencionado deepfake fue creado al unir streams previos de noticias del canal ucraniano de televisión 1+1.
Para fines de marzo de 2024 más de la mitad de los rusos en realidad creían que Ucrania era responsable de ese ataque terrorista, mientras que solo el 27% pensaba que había sido el Estado Islámico, y el 6% culpaba a Occidente, según una encuesta realizada por OpenMinds. El Estado Islámico era culpado especialmente por la población joven (18-30 años). Un comité de investigaciones en Rusia completó y presentó su reporte en el que indicó que no hubo participación de Ucrania en tal atentado, contrario a las declaraciones de las autoridades.

## Acciones en contra de la desinformación rusa

Logo del grupo NAFO

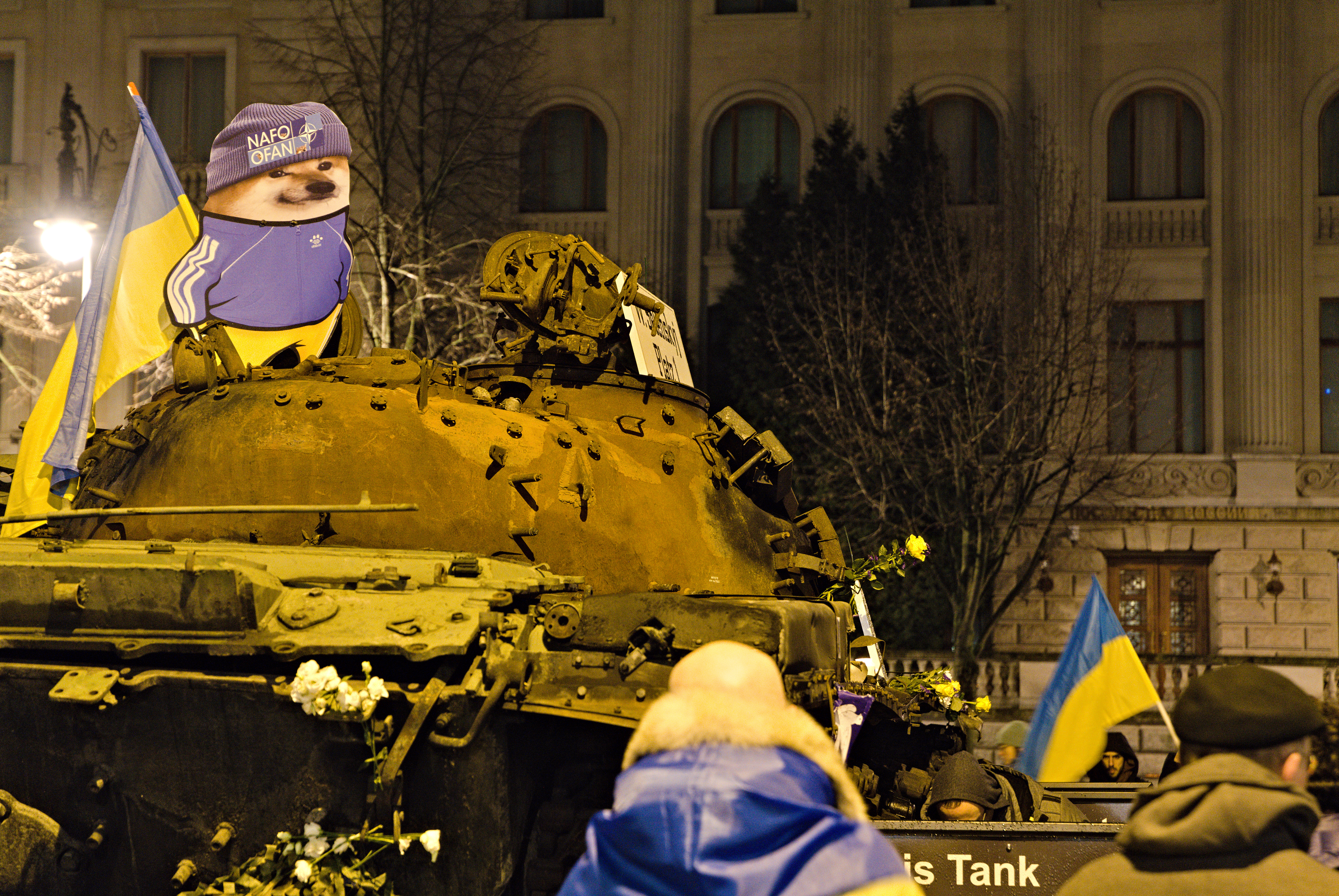
La mascota de la NAFO sobre un tanque ruso destruído colocado frente a la embajada rusa en Berlín

Se ha creado sitios web como StopFake, que desde el 2014 cuenta con más de 1500 artículos que desmienten sendas fuentes de desinformación, publicados en varios idiomas, incluido el inglés, ucraniano y español, entre varios más. 
El Departamento de Estado de los Estados Unidos de Norteamérica y el Servicio Europeo de Acción Externa de la Unión Europea, embajadas de Ucrania en varios países, las organizaciones Euromaidan Press, Ukrinform, ConUcrania y UATV Español, por ejemplo, junto a varios particulares, como la filóloga ucraniana Olga Tarnovska, quien desde marzo de 2022 desmiente la desinformación rusa por medio de su canal de YouTube, y han dedicado enormes esfuerzos para refutar la desinformación rusa, e incluso han publicado guías que intentan responder a tal desinformación. 
Twitter puso en pausa todas las campañas de publicidad en Ucrania y Rusia, en un intento de detener la desinformación que difunden éstas. 
La Presidente de la Comisión Europea, Ursula von der Leyen, anunció una prohibición general en la Unión Europea a la cadena televisiva y de noticias Russia Today o RT, así como a la agencia de noticias Sputnik el 27 de febrero de 2022, luego de que Polonia y Estonia hicieran lo mismo días antes.
Reddit, un sitio americano de noticias sociales, evaluador de contenido y sitio web de discusión puso en cuarentena los subreddits r/Russia, el subreddit nacional de Rusia y el r/GenZedong, un autodescrito "Denguista" en marzo de 2022, luego que se les descubriera difundiendo desinformación rusa. En el caso de r/Russia, los administradores del sitio removieron a uno de sus moderadores y lo acusaron de difundir desinformación rusa. Y el hermano sub de r/Russia, r/RussiaPolitics, también fue puesto en cuarentena por razones similares. Cuando los subreddits se ponen en cuarentena no aparecen en búsquedas en la red, ni en recomendaciones o retroalimentación a usuarios, y a cualquiera que intente acceder a ellos le aparece un mensaje de advertencia sobre el contenido.
En mayo de 2022 un grupo que se autonombró grupo NAFO fue creado con el objeto de postear comentarios irreverentes sobre la invasión, y memes que promueven el buen nombre de Ucrania o se mofan de la guerra y estrategia rusas, utilizando un “perro de caricatura” basado en la raza Shiba inu. El contenido de NAFO fue detectado por The Washington Post que dijo ha tenido un impacto significativo dentro de las granjas rusas de troles. También el 28 de Agosto de 2022 apareció en la cuenta oficial de Twitter del Ministerio de Defensa de Ucrania un agradecimiento a NAFO, con una imagen de misiles siendo lanzados y la mascota "Fella" vistiendo uniforme de combate ucraniano, las manos en el rostro y postura de agradecimiento.